# フリードリヒ・ドミン
フリードリヒ・ドミン（Friedrich Domin, 1902年5月15日 - 1961年12月18日）は、ドイツの俳優。

## 来歴
ドイツ帝国シュレージエン地方のボイテン（現在のポーランド領ビトム）で、花屋と造園業を営む家に生まれる。ヴァルター・グロピウスが校長を務めていたヴァイマルのバウハウスで画家と建築家を目指して学んでいたが、俳優になる決心をし、1921年にベルリンのマックス・ラインハルト演劇学校に入学する。ちなみに同じ年、マレーネ・ディートリヒも受験しているが不合格となり、翌年再チャレンジして入学を果たしている。同1921年、舞台デビュー。その後、ケーニヒスベルク、ゲーラ、カッセル、チューリッヒ（スイス）の各地の舞台に立った。舞台では古典劇・現代劇を問わず数々の作品に出演し、様々な役を演じている。1934年から亡くなるまでミュンヘンのミュンヘナー・カンマーシュピーレ劇場（エルメスやクリスチャン・ディオールのミュンヘン店のすぐ近くにある）のメンバーとして活躍した。1936年からは舞台監督も務めている。
映画には1939年に初出演。以降、数多くの映画に出演している。1955年には、ルートヴィヒ2世を描いた本国版の旧西ドイツ映画『ルートヴィヒ2世 - ある王の栄光と没落』（カラー作品）でオットー・フォン・ビスマルクを演じている。ちなみに、この作品でルートヴィヒ2世はO・W・フィッシャー、エリザベートはルート・ロイヴェリク、オットー1世はクラウス・キンスキーが演じている。1956年に出演した旧西ドイツ映画『ケペニックの大尉』（カラー作品。英語題名は『The Captain of Kopenick』）は、第29回米国アカデミー賞外国語映画賞にノミネートされた。1957年の映画『朝な夕なに』（カラー作品）では「夜警」というあだ名のギムナジウムの教師役でコミカルな演技を見せている。また、テレビドラマにも進出し、ヤヌシュ・コルチャックを演じている。
1961年、12月初めまで舞台に立っていたが、12月18日、インフルエンザのため死去。ミュンヘンのボーゲンハウゼン墓地に埋葬されている。

## 主な出演映画
- 『わが青春のマリアンヌ』　Marianne de ma jeunesse　（1955年） - ジュリアン・デュヴィヴィエ監督。※日本でDVD発売
- 『歴史は女で作られる』　Lola Montès　（1955年） - ※日本でDVD発売。
- 『ルートヴィヒ2世 - ある王の栄光と没落』　Ludwig II. – Glanz und Elend eines Königs　（1955年）
- 『ケペニックの大尉』　Der Hauptmann von Köpenick　（1956年）
- 『菩提樹』　Die Trapp-Familie　（1956年） - ※日本でDVD発売。
- 『朝な夕なに』　Immer wenn der Tag beginnt　（1957年） - ※日本でVHS化
- 『誰も教えてくれない』　Worüber man nicht spricht　（1958年）
- 『三色すみれ』　Eine Frau fürs ganze Leben　（1960年）